# 1306
Portal Geschichte | Portal Biografien | Aktuelle Ereignisse | Jahreskalender | Tagesartikel

◄ |
13. Jahrhundert |
14. Jahrhundert
| 15. Jahrhundert | ►

◄ |
1270er |
1280er |
1290er |
1300er
| 1310er | 1320er | 1330er | ►

◄◄ |
◄ |
1302 |
1303 |
1304 |
1305 |
1306
| 1307 | 1308 | 1309 | 1310 | ► | ►►
Staatsoberhäupter  · Nekrolog
| Januar | Januar | Januar | Januar | Januar | Januar | Januar | Januar |
| Kw     | Mo     | Di     | Mi     | Do     | Fr     | Sa     | So     |
| ------ | ------ | ------ | ------ | ------ | ------ | ------ | ------ |
| 52     |        |        |        |        |        | 1      | 2      |
| 1      | 3      | 4      | 5      | 6      | 7      | 8      | 9      |
| 2      | 10     | 11     | 12     | 13     | 14     | 15     | 16     |
| 3      | 17     | 18     | 19     | 20     | 21     | 22     | 23     |
| 4      | 24     | 25     | 26     | 27     | 28     | 29     | 30     |
| 5      | 31     |        |        |        |        |        |        |

| Februar | Februar | Februar | Februar | Februar | Februar | Februar | Februar |
| Kw      | Mo      | Di      | Mi      | Do      | Fr      | Sa      | So      |
| ------- | ------- | ------- | ------- | ------- | ------- | ------- | ------- |
| 5       |         | 1       | 2       | 3       | 4       | 5       | 6       |
| 6       | 7       | 8       | 9       | 10      | 11      | 12      | 13      |
| 7       | 14      | 15      | 16      | 17      | 18      | 19      | 20      |
| 8       | 21      | 22      | 23      | 24      | 25      | 26      | 27      |
| 9       | 28      |         |         |         |         |         |         |

| März | März | März | März | März | März | März | März |
| Kw   | Mo   | Di   | Mi   | Do   | Fr   | Sa   | So   |
| ---- | ---- | ---- | ---- | ---- | ---- | ---- | ---- |
| 9    |      | 1    | 2    | 3    | 4    | 5    | 6    |
| 10   | 7    | 8    | 9    | 10   | 11   | 12   | 13   |
| 11   | 14   | 15   | 16   | 17   | 18   | 19   | 20   |
| 12   | 21   | 22   | 23   | 24   | 25   | 26   | 27   |
| 13   | 28   | 29   | 30   | 31   |      |      |      |

| April | April | April | April | April | April | April | April |
| Kw    | Mo    | Di    | Mi    | Do    | Fr    | Sa    | So    |
| ----- | ----- | ----- | ----- | ----- | ----- | ----- | ----- |
| 13    |       |       |       |       | 1     | 2     | 3     |
| 14    | 4     | 5     | 6     | 7     | 8     | 9     | 10    |
| 15    | 11    | 12    | 13    | 14    | 15    | 16    | 17    |
| 16    | 18    | 19    | 20    | 21    | 22    | 23    | 24    |
| 17    | 25    | 26    | 27    | 28    | 29    | 30    |       |

| Mai | Mai | Mai | Mai | Mai | Mai | Mai | Mai |
| Kw  | Mo  | Di  | Mi  | Do  | Fr  | Sa  | So  |
| --- | --- | --- | --- | --- | --- | --- | --- |
| 17  |     |     |     |     |     |     | 1   |
| 18  | 2   | 3   | 4   | 5   | 6   | 7   | 8   |
| 19  | 9   | 10  | 11  | 12  | 13  | 14  | 15  |
| 20  | 16  | 17  | 18  | 19  | 20  | 21  | 22  |
| 21  | 23  | 24  | 25  | 26  | 27  | 28  | 29  |
| 22  | 30  | 31  |     |     |     |     |     |

| Juni | Juni | Juni | Juni | Juni | Juni | Juni | Juni |
| Kw   | Mo   | Di   | Mi   | Do   | Fr   | Sa   | So   |
| ---- | ---- | ---- | ---- | ---- | ---- | ---- | ---- |
| 22   |      |      | 1    | 2    | 3    | 4    | 5    |
| 23   | 6    | 7    | 8    | 9    | 10   | 11   | 12   |
| 24   | 13   | 14   | 15   | 16   | 17   | 18   | 19   |
| 25   | 20   | 21   | 22   | 23   | 24   | 25   | 26   |
| 26   | 27   | 28   | 29   | 30   |      |      |      |

| Juli | Juli | Juli | Juli | Juli | Juli | Juli | Juli |
| Kw   | Mo   | Di   | Mi   | Do   | Fr   | Sa   | So   |
| ---- | ---- | ---- | ---- | ---- | ---- | ---- | ---- |
| 26   |      |      |      |      | 1    | 2    | 3    |
| 27   | 4    | 5    | 6    | 7    | 8    | 9    | 10   |
| 28   | 11   | 12   | 13   | 14   | 15   | 16   | 17   |
| 29   | 18   | 19   | 20   | 21   | 22   | 23   | 24   |
| 30   | 25   | 26   | 27   | 28   | 29   | 30   | 31   |

| August | August | August | August | August | August | August | August |
| Kw     | Mo     | Di     | Mi     | Do     | Fr     | Sa     | So     |
| ------ | ------ | ------ | ------ | ------ | ------ | ------ | ------ |
| 31     | 1      | 2      | 3      | 4      | 5      | 6      | 7      |
| 32     | 8      | 9      | 10     | 11     | 12     | 13     | 14     |
| 33     | 15     | 16     | 17     | 18     | 19     | 20     | 21     |
| 34     | 22     | 23     | 24     | 25     | 26     | 27     | 28     |
| 35     | 29     | 30     | 31     |        |        |        |        |

| September | September | September | September | September | September | September | September |
| Kw        | Mo        | Di        | Mi        | Do        | Fr        | Sa        | So        |
| --------- | --------- | --------- | --------- | --------- | --------- | --------- | --------- |
| 35        |           |           |           | 1         | 2         | 3         | 4         |
| 36        | 5         | 6         | 7         | 8         | 9         | 10        | 11        |
| 37        | 12        | 13        | 14        | 15        | 16        | 17        | 18        |
| 38        | 19        | 20        | 21        | 22        | 23        | 24        | 25        |
| 39        | 26        | 27        | 28        | 29        | 30        |           |           |

| Oktober | Oktober | Oktober | Oktober | Oktober | Oktober | Oktober | Oktober |
| Kw      | Mo      | Di      | Mi      | Do      | Fr      | Sa      | So      |
| ------- | ------- | ------- | ------- | ------- | ------- | ------- | ------- |
| 39      |         |         |         |         |         | 1       | 2       |
| 40      | 3       | 4       | 5       | 6       | 7       | 8       | 9       |
| 41      | 10      | 11      | 12      | 13      | 14      | 15      | 16      |
| 42      | 17      | 18      | 19      | 20      | 21      | 22      | 23      |
| 43      | 24      | 25      | 26      | 27      | 28      | 29      | 30      |
| 44      | 31      |         |         |         |         |         |         |

| November | November | November | November | November | November | November | November |
| Kw       | Mo       | Di       | Mi       | Do       | Fr       | Sa       | So       |
| -------- | -------- | -------- | -------- | -------- | -------- | -------- | -------- |
| 44       |          | 1        | 2        | 3        | 4        | 5        | 6        |
| 45       | 7        | 8        | 9        | 10       | 11       | 12       | 13       |
| 46       | 14       | 15       | 16       | 17       | 18       | 19       | 20       |
| 47       | 21       | 22       | 23       | 24       | 25       | 26       | 27       |
| 48       | 28       | 29       | 30       |          |          |          |          |

| Dezember | Dezember | Dezember | Dezember | Dezember | Dezember | Dezember | Dezember |
| Kw       | Mo       | Di       | Mi       | Do       | Fr       | Sa       | So       |
| -------- | -------- | -------- | -------- | -------- | -------- | -------- | -------- |
| 48       |          |          |          | 1        | 2        | 3        | 4        |
| 49       | 5        | 6        | 7        | 8        | 9        | 10       | 11       |
| 50       | 12       | 13       | 14       | 15       | 16       | 17       | 18       |
| 51       | 19       | 20       | 21       | 22       | 23       | 24       | 25       |
| 52       | 26       | 27       | 28       | 29       | 30       | 31       |          |

| Januar | Januar | Januar | Januar | Januar | Januar | Januar | Januar |
| Kw     | Mo     | Di     | Mi     | Do     | Fr     | Sa     | So     |
| ------ | ------ | ------ | ------ | ------ | ------ | ------ | ------ |
| 52     |        |        |        |        |        | 1      | 2      |
| 1      | 3      | 4      | 5      | 6      | 7      | 8      | 9      |
| 2      | 10     | 11     | 12     | 13     | 14     | 15     | 16     |
| 3      | 17     | 18     | 19     | 20     | 21     | 22     | 23     |
| 4      | 24     | 25     | 26     | 27     | 28     | 29     | 30     |
| 5      | 31     |        |        |        |        |        |        |

| Februar | Februar | Februar | Februar | Februar | Februar | Februar | Februar |
| Kw      | Mo      | Di      | Mi      | Do      | Fr      | Sa      | So      |
| ------- | ------- | ------- | ------- | ------- | ------- | ------- | ------- |
| 5       |         | 1       | 2       | 3       | 4       | 5       | 6       |
| 6       | 7       | 8       | 9       | 10      | 11      | 12      | 13      |
| 7       | 14      | 15      | 16      | 17      | 18      | 19      | 20      |
| 8       | 21      | 22      | 23      | 24      | 25      | 26      | 27      |
| 9       | 28      |         |         |         |         |         |         |

| März | März | März | März | März | März | März | März |
| Kw   | Mo   | Di   | Mi   | Do   | Fr   | Sa   | So   |
| ---- | ---- | ---- | ---- | ---- | ---- | ---- | ---- |
| 9    |      | 1    | 2    | 3    | 4    | 5    | 6    |
| 10   | 7    | 8    | 9    | 10   | 11   | 12   | 13   |
| 11   | 14   | 15   | 16   | 17   | 18   | 19   | 20   |
| 12   | 21   | 22   | 23   | 24   | 25   | 26   | 27   |
| 13   | 28   | 29   | 30   | 31   |      |      |      |

| April | April | April | April | April | April | April | April |
| Kw    | Mo    | Di    | Mi    | Do    | Fr    | Sa    | So    |
| ----- | ----- | ----- | ----- | ----- | ----- | ----- | ----- |
| 13    |       |       |       |       | 1     | 2     | 3     |
| 14    | 4     | 5     | 6     | 7     | 8     | 9     | 10    |
| 15    | 11    | 12    | 13    | 14    | 15    | 16    | 17    |
| 16    | 18    | 19    | 20    | 21    | 22    | 23    | 24    |
| 17    | 25    | 26    | 27    | 28    | 29    | 30    |       |

| Mai | Mai | Mai | Mai | Mai | Mai | Mai | Mai |
| Kw  | Mo  | Di  | Mi  | Do  | Fr  | Sa  | So  |
| --- | --- | --- | --- | --- | --- | --- | --- |
| 17  |     |     |     |     |     |     | 1   |
| 18  | 2   | 3   | 4   | 5   | 6   | 7   | 8   |
| 19  | 9   | 10  | 11  | 12  | 13  | 14  | 15  |
| 20  | 16  | 17  | 18  | 19  | 20  | 21  | 22  |
| 21  | 23  | 24  | 25  | 26  | 27  | 28  | 29  |
| 22  | 30  | 31  |     |     |     |     |     |

| Juni | Juni | Juni | Juni | Juni | Juni | Juni | Juni |
| Kw   | Mo   | Di   | Mi   | Do   | Fr   | Sa   | So   |
| ---- | ---- | ---- | ---- | ---- | ---- | ---- | ---- |
| 22   |      |      | 1    | 2    | 3    | 4    | 5    |
| 23   | 6    | 7    | 8    | 9    | 10   | 11   | 12   |
| 24   | 13   | 14   | 15   | 16   | 17   | 18   | 19   |
| 25   | 20   | 21   | 22   | 23   | 24   | 25   | 26   |
| 26   | 27   | 28   | 29   | 30   |      |      |      |

| Juli | Juli | Juli | Juli | Juli | Juli | Juli | Juli |
| Kw   | Mo   | Di   | Mi   | Do   | Fr   | Sa   | So   |
| ---- | ---- | ---- | ---- | ---- | ---- | ---- | ---- |
| 26   |      |      |      |      | 1    | 2    | 3    |
| 27   | 4    | 5    | 6    | 7    | 8    | 9    | 10   |
| 28   | 11   | 12   | 13   | 14   | 15   | 16   | 17   |
| 29   | 18   | 19   | 20   | 21   | 22   | 23   | 24   |
| 30   | 25   | 26   | 27   | 28   | 29   | 30   | 31   |

| August | August | August | August | August | August | August | August |
| Kw     | Mo     | Di     | Mi     | Do     | Fr     | Sa     | So     |
| ------ | ------ | ------ | ------ | ------ | ------ | ------ | ------ |
| 31     | 1      | 2      | 3      | 4      | 5      | 6      | 7      |
| 32     | 8      | 9      | 10     | 11     | 12     | 13     | 14     |
| 33     | 15     | 16     | 17     | 18     | 19     | 20     | 21     |
| 34     | 22     | 23     | 24     | 25     | 26     | 27     | 28     |
| 35     | 29     | 30     | 31     |        |        |        |        |

| September | September | September | September | September | September | September | September |
| Kw        | Mo        | Di        | Mi        | Do        | Fr        | Sa        | So        |
| --------- | --------- | --------- | --------- | --------- | --------- | --------- | --------- |
| 35        |           |           |           | 1         | 2         | 3         | 4         |
| 36        | 5         | 6         | 7         | 8         | 9         | 10        | 11        |
| 37        | 12        | 13        | 14        | 15        | 16        | 17        | 18        |
| 38        | 19        | 20        | 21        | 22        | 23        | 24        | 25        |
| 39        | 26        | 27        | 28        | 29        | 30        |           |           |

| Oktober | Oktober | Oktober | Oktober | Oktober | Oktober | Oktober | Oktober |
| Kw      | Mo      | Di      | Mi      | Do      | Fr      | Sa      | So      |
| ------- | ------- | ------- | ------- | ------- | ------- | ------- | ------- |
| 39      |         |         |         |         |         | 1       | 2       |
| 40      | 3       | 4       | 5       | 6       | 7       | 8       | 9       |
| 41      | 10      | 11      | 12      | 13      | 14      | 15      | 16      |
| 42      | 17      | 18      | 19      | 20      | 21      | 22      | 23      |
| 43      | 24      | 25      | 26      | 27      | 28      | 29      | 30      |
| 44      | 31      |         |         |         |         |         |         |

| November | November | November | November | November | November | November | November |
| Kw       | Mo       | Di       | Mi       | Do       | Fr       | Sa       | So       |
| -------- | -------- | -------- | -------- | -------- | -------- | -------- | -------- |
| 44       |          | 1        | 2        | 3        | 4        | 5        | 6        |
| 45       | 7        | 8        | 9        | 10       | 11       | 12       | 13       |
| 46       | 14       | 15       | 16       | 17       | 18       | 19       | 20       |
| 47       | 21       | 22       | 23       | 24       | 25       | 26       | 27       |
| 48       | 28       | 29       | 30       |          |          |          |          |

| Dezember | Dezember | Dezember | Dezember | Dezember | Dezember | Dezember | Dezember |
| Kw       | Mo       | Di       | Mi       | Do       | Fr       | Sa       | So       |
| -------- | -------- | -------- | -------- | -------- | -------- | -------- | -------- |
| 48       |          |          |          | 1        | 2        | 3        | 4        |
| 49       | 5        | 6        | 7        | 8        | 9        | 10       | 11       |
| 50       | 12       | 13       | 14       | 15       | 16       | 17       | 18       |
| 51       | 19       | 20       | 21       | 22       | 23       | 24       | 25       |
| 52       | 26       | 27       | 28       | 29       | 30       | 31       |          |

## Ereignisse

### Politik und Weltgeschehen

#### Schottland
- 10. Februar: Vor dem Hochaltar in der Greyfriars-Kirche von Dumfries sticht Robert the Bruce seinen Rivalen um den Thron von Schottland, John III. Comyn, Lord of Badenoch, nieder. Da der Mord auf heiligem Boden geschehen ist, wird Robert the Bruce von Papst Clemens V. mit dem Kirchenbann belegt.
- 25. März: Robert the Bruce wird in Scone zum König von Schottland gekrönt.
- 19. Juni: Die Schlacht bei Methven im Rahmen der schottischen Unabhängigkeitskriege entscheiden die Engländer für sich. Der am Vortag bei Perth angelangte schottische König Robert I. lässt sich darauf ein, den Kampf auf dem Schlachtfeld erst am Folgetag auszutragen. In der Nacht führen die Engländer einen Angriff auf das Lager des schottischen Heeres durch und besiegen so ihre Gegner. Im darauf folgenden Chaos können nur wenige hundert Schotten fliehen. Mit Hilfe von Mönchen, die von Abt Maurice of Inchaffray als Führer geschickt worden sind, fliehen Robert I. und eine kleine Gruppe von Anhängern westwärts. Dabei werden sie ständig von Kriegern unter John Macdougall attackiert. Schließlich können Robert und seine kleine Gruppe auf die Äußeren Hebriden flüchten, wo sie den Winter verbringen.

#### Heiliges Römisches Reich
- Unzufriedene Edelleute und Ritter stacheln die Bauern aus der Haseldorfer Marsch, die den Verlust ihrer Privilegien befürchten, zu einem Aufstand gegen die holsteinischen Grafen auf. Sie erhalten Unterstützung von den Dithmarscher und Krempermarscher Bauern, die schon einige Jahre vorher bei einem bewaffneten Vorgehen ihrer Herren erfolgreich Widerstand geleistet haben. Am 28. Juli werden sie in der zweiten Schlacht bei Uetersen vom Bremer Erzbischof Giselbert von Brunkhorst mit Hilfe einer Koalition der Herzöge von Lauenburg und Lüneburg und der Grafen von Holstein vernichtend geschlagen, der Haupträdelsführer wird gefangen genommen, öffentlich gerädert und gevierteilt. Die Edelleute werden verbannt und verlieren ihre Besitztümer. Ein Teil von ihnen findet Aufnahme in Lübeck, das zur gleichen Zeit mit den Grafen verfeindet ist. Den Bauern werden die Privilegien genommen, die sie zu Beginn der Kultivierung der Marsch erhalten haben. Die Grafen von Holstein festigen ihre Macht durch die in ihren Besitz gelangte Burg Uetersen und den Bau der Hatzburg bei Wedel.

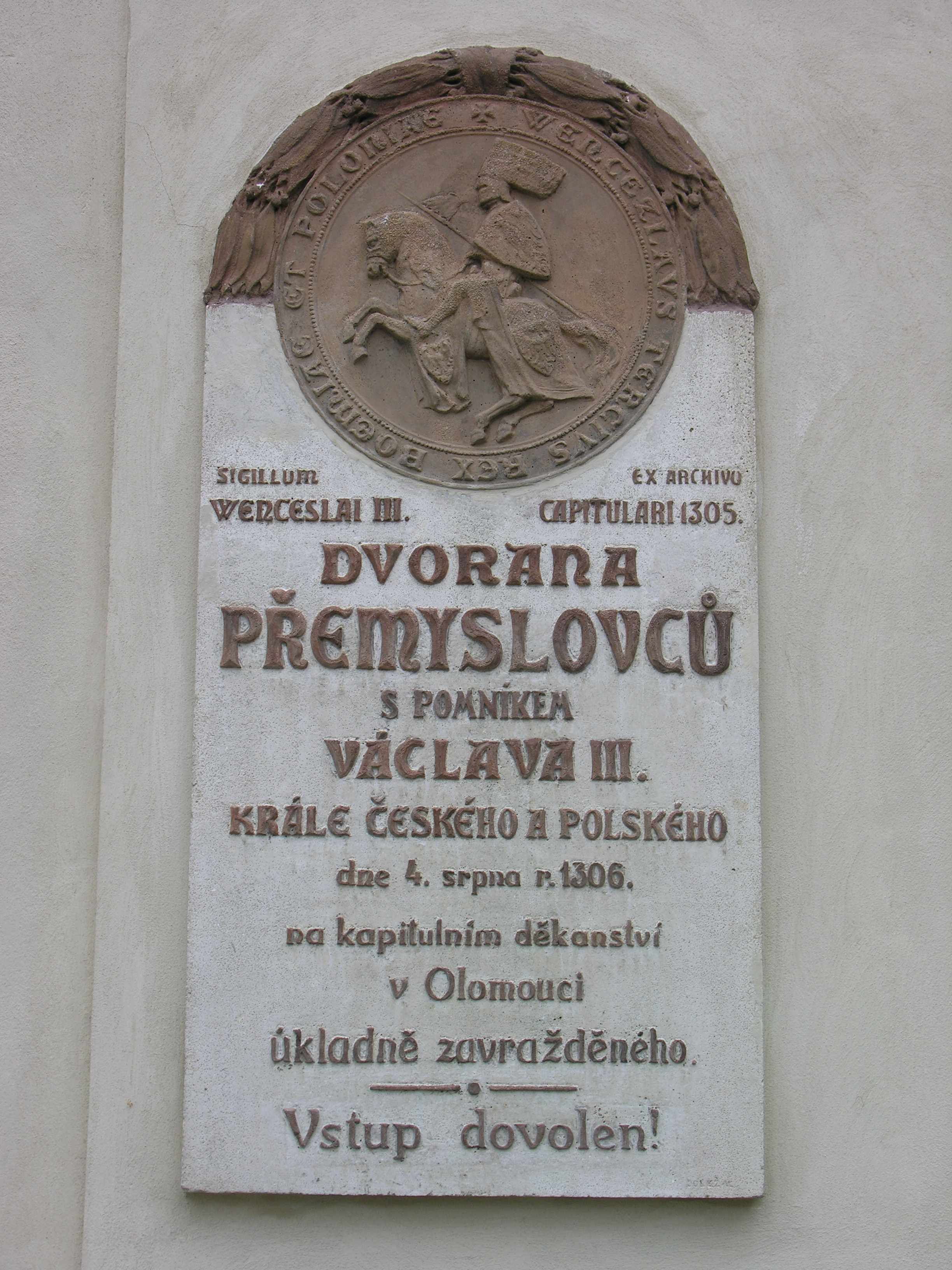
Gedenktafel Wenzels III.

- 4. August: König Wenzel III. von Böhmen wird während eines Feldzugs in Polen von einem Unbekannten ermordet. Damit endet dort die Dynastie der Přemysliden. Der römisch-deutsche König Albrecht I. aus dem Hause Habsburg zieht Böhmen als „erledigtes Reichslehen“ ein.
- Stader Turnier: Der Bremer Erzbischof Giselbert von Brunkhorst unterwirft das Land Kehdingen, indem er zum Turnier in Stade einlädt und währenddessen seine Ritter in Kehdingen einfallen lässt.
- Die Markgrafschaft Baden-Hachberg wird zwischen Markgraf Heinrich III. und seinem Bruder Rudolf I. geteilt. Heinrich erhält Hachberg mit der Stadt Emmendingen, Rudolf erhält die Herrschaft Sausenberg mit dem neuen Stammsitz der Sausenburg und damit die Vogtei über  die Propsteien Bürgeln, Sitzenkirch und Weitenau des Klosters St. Blasien.

#### Weitere Ereignisse in Europa
- Januar/Februar: Der schwedische Reichsmarschall Torgils Knutsson, der lange Jahre erfolgreich als Vormund und Berater seines Königs Birger tätig war, fällt einer Intrige der Königsbrüder zum Opfer und wird ohne Prozess hingerichtet.
- 22. Juli: Auf Befehl des französischen Königs Philipp IV. werden ca. 100.000 Juden festgenommen. Ihr Besitz wird auf den König übertragen und alle werden aus Frankreich verbannt.
- Sommer: Papst Clemens V. ruft zum Kreuzzug gegen den oberitalienischen Sektenführer Fra Dolcino und seine Anhänger auf, die sich bis dahin erfolgreich mit Waffengewalt gegen die Inquisition gewehrt hatten.
- Die Johanniter erobern die Insel Rhodos vom Byzantinischen Reich. Die Stadt Rhodos kann sich allerdings noch drei Jahre den Belagerern widersetzen.

#### Urkundliche Ersterwähnungen
- Erste urkundliche Erwähnung von Attelwil, Bussum, Fahrenbach, Graben, Großbartloff, Hergiswil, Holziken, Kallern, Lauerz, Linn, Marbach, Münchwilen, Niederwil und Riken

### Wissenschaft und Technik
- Ein Waffenschmied namens Rudolf erfindet in Nürnberg eine Drahtziehmaschine, die für die Produktion von Kettenrüstungen Bedeutung erhält.
- In Frankreich wird mittels päpstlicher Bulle durch Clemens V. die Universität Orléans gegründet.

### Kultur und Gesellschaft
- Giovanni Chiaramonte gibt in Palermo den Bau des Palazzo Chiaramonte in Auftrag.

### Religion

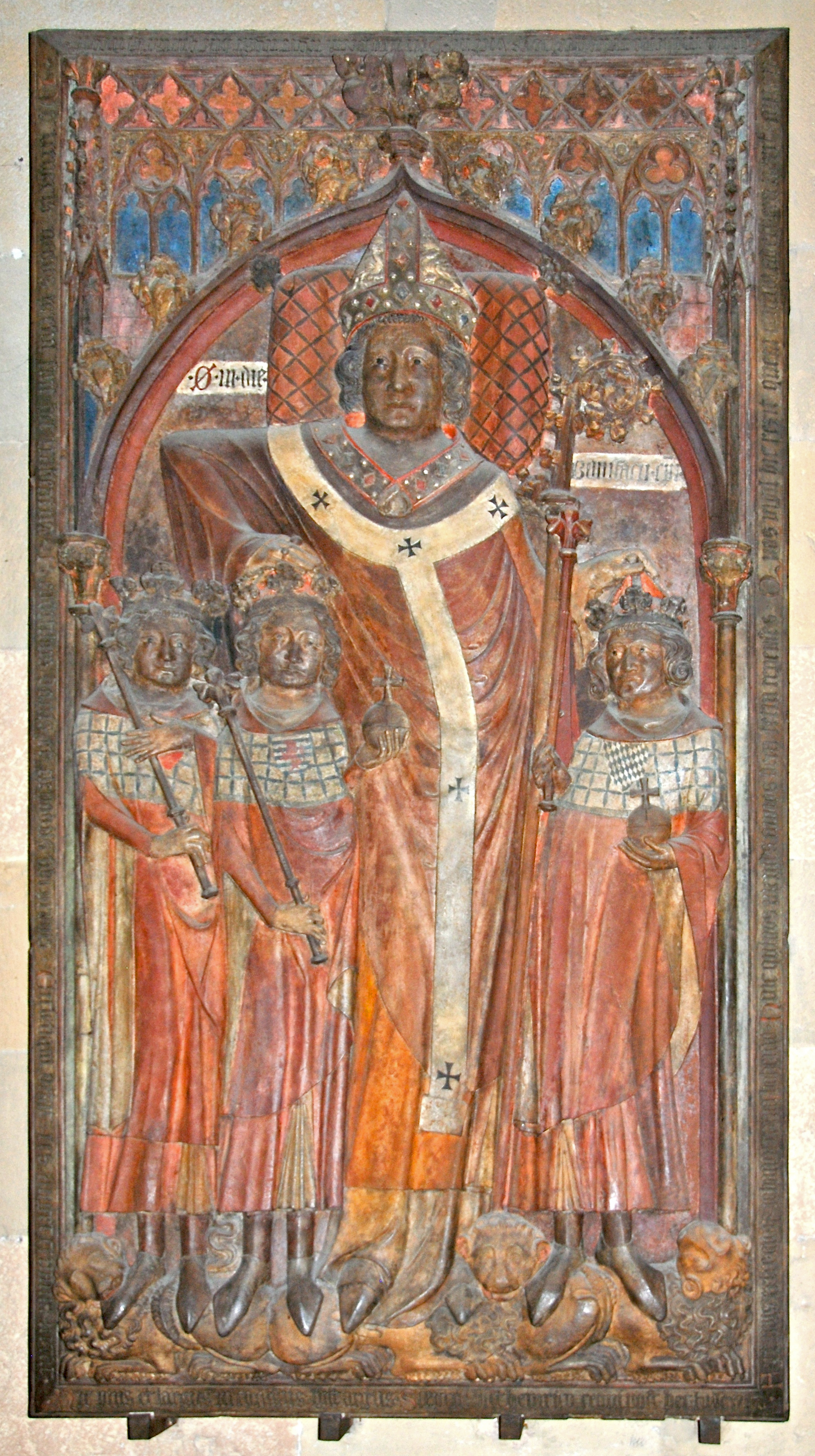
Erzbischof Peter von Aspelt, Grabdenkmal im Mainzer Dom

- Peter von Aspelt wird Erzbischof und Kurfürst von Mainz. Er folgt dem im Vorjahr verstorbenen Gerhard II. von Eppstein. Seine Stelle als Bischof von Basel übernimmt Otto von Grandson.
- Johann I. folgt dem am 20. Dezember verstorbenen Friedrich I. von Lichtenberg als Fürstbischof von Straßburg. Seine Stelle als Fürstbischof von Eichstätt übernimmt Philipp von Rathsamhausen.

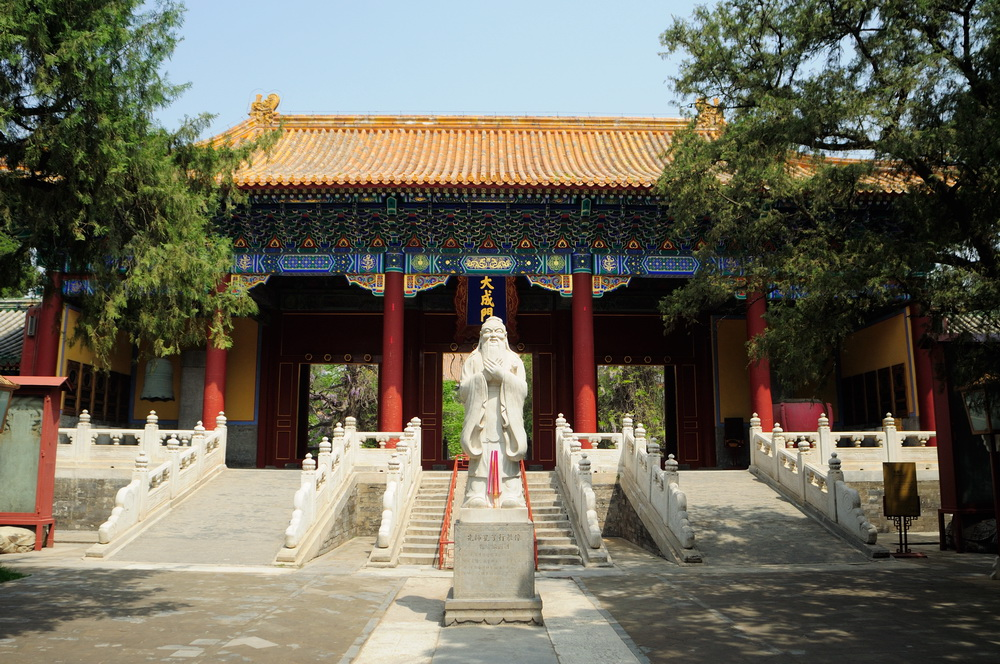
Der Konfuziustempel
mit der Statue des Konfuzius

- Der Konfuziustempel in Peking wird errichtet. Es ist der zweitgrößte Tempel zur Konfuziusverehrung in China.

## Geboren

### Geburtsdatum gesichert
- 30. April: Andrea Dandolo, Doge von Venedig († 1354)
- 8. August: Rudolf II., Pfalzgraf bei Rhein († 1353)
- 23. November: John de Bohun, englischer Magnat († 1336)

### Genaues Geburtsdatum unbekannt
- Alberto II. della Scala, Herr von Verona († 1352)
- Tadayoshi Ashikaga, japanischer General († 1352)
- Jonang Chogle Namgyel, Person des tibetischen Buddhismus († 1386)
- Adelheid Langmann, Nürnberger Ratsherrentochter, Nonne und Mystikerin im Dominikanerinnenkloster Engelthal († 1375)
- John Randolph, schottischer Adeliger und zeitweise Mitregent († 1346)

### Geboren um 1306
- John Lestrange, englischer Adeliger († 1349)

## Gestorben

### Erstes Halbjahr
- 10. Februar: John III. Comyn, schottischer Adliger und Thronanwärter
- Februar: Torgils Knutsson, schwedischer Reichsmarschall
- 21. März: Robert II., Herzog von Burgund (* um 1248)
- 7. April: Agnes von Arnsberg, Äbtissin von Meschede (* um 1236)
- 23. April: Johann Sax von Saxenau, Bischof von Brixen
- 5. Mai: Konstantin Palaiologos Porphyrogennetos, byzantinischer Prinz und General (* 1261)
- 7. Mai: Primislaus, Herzog von Ratibor (* 1258)
- um den 30. Mai: Isabella de Beauchamp, englische Adelige
- 1. Juni: Brian Fitzalan, 1. Baron Fitzalan, englischer Adliger und Guardian of Scotland

### Zweites Halbjahr
- 4. August: Wenzel III., König von Ungarn, Böhmen und Polen (* 1289)
- 18. August: Hartung von Lampoting, Domherr von Salzburg, Dompropst von Gurk und Propst des Klosterstifts Berchtesgaden
- 12. September: Heinrich II. von Klingenberg, Bischof von Konstanz (* um 1240)
- 22. September: Johannes von Paris, französischer Theologe und Philosoph der Spätscholastik (* um 1255/60)
- 5. Oktober: Hermann II., Abt von Ebrach
- 17. Oktober: Richard of Ferings, englischer Geistlicher und Erzbischof von Dublin (* vor 1253)
- 18. November: Giselbert von Brunkhorst, Erzbischof von Bremen
- vor dem 6. Dezember: Roger Bigod, englischer Magnat und Militär (* um 1245)
- 7. Dezember: Teoderico Ranieri, Kardinal der katholischen Kirche und Bischof von Palestrina
- 20. Dezember: Friedrich I. von Lichtenberg, Bischof von Straßburg
- 25. Dezember: Iacopone da Todi, italienischer Advokat, Franziskaner, Lyriker und Stadtpatron von Todi

### Genaues Todesdatum unbekannt
- Araniko, nepalesischer Architekt in China (* 1244)
- Gerlach von Breuberg, Landvogt in der Wetterau und Landfriedenshauptmann in Thüringen (* um 1245)

### Gestorben um 1306
- 1286/1287/1306: Adam de la Halle, französischer Dichter und Komponist, Troubadour (* um 1237)